# Gernrode (Quedlinburg)
Stadt Gernrode – dzielnica miasta Quedlinburg w Niemczech, w kraju związkowym Saksonia-Anhalt, w powiecie Harz. Do 31 grudnia 2013 jako miasto siedziba wspólnoty administracyjnej Gernrode/Harz. Leży u podnóża Harzu.

## Historia
Początki miejscowości wiążą się z założeniem w 960 r. przez margrabiego Gero żeńskiego klasztoru św. Cyriaka, wraz z obwarowaniami. W 961 roku, klasztor został objęty protektoratem cesarza Ottona I. Dwa lata później Gero przyniósł z Rzymu do klasztoru relikwie św. Cyriaka. Sam margrabia został tu pochowany.
W roku 1188 w obrębie Gernrode konsekrowano drugi kościół – pw. św. Szczepana. Z danych źródłowych wiemy, iż w tym samym roku był obecny w Gernrode cesarz Fryderyk Barbarossa, który ufundował dzwon dla nowego kościoła.
Od XV wieku miasto znalazło się w obrębie księstwa Anhalt. W 1545 r. Gernrode wzniesiono browar, piwo warzono w tym mieście do XIX wieku, Od XI do XVIII wieku w pobliskich okolicach wydobywano srebro. Ponadto, w XIX w. w mieście znajdowały się ośrodki produkcji zapałek oraz pistoletów.
W 1887 roku Gernrode zostało połączone z Quedlinburgiem wąskotorową linią kolejową (Selketalbahn), która funkcjonuje do dziś. Prowadzi dalej przez miasto Harzgerode do Hasselfelde.
Do 31 grudnia 2010 burmistrzem był Detlef Kunze. 1 stycznia 2011 miasto przyłączono do Quedlinburga i stało się automatycznie jego dzielnicą. 19 lutego 2013 sąd Landesverfassungsgericht w Dessau-Roßlau uznał jego przyłączenie za sprzeczne z konstytucją.
1 stycznia 2014 przyłączone do Quedlinburga.

## Zabytki i atrakcje
Głównym zabytkiem dzielnicy jest dawny zespół klasztorny z kościołem Świętego Cyriaka (St. Cyriacus), reprezentujący styl przedromański, najwcześniejszy zachowany przykład architektury ottońskiej w Niemczech. Oprócz kościoła zachowały się także pozostałości zabudowań klasztornych (północne skrzydło krużganków). Zachowała się również fragmentarycznie jedna z bram – kamienny łuk, na którego kluczu znajduje się płaskorzeźba w postaci maski.
Z dawnego kościoła farnego Świętego Szczepana zachowała się jedynie wieża z dzwonem fundowanym przez cesarza Barbarossę. Zespół zabudowań o konstrukcji szkieletowej reprezentuje przede wszystkim:
- ratusz z XIX w.
- budynek luterańskiej szkoły elementarnej założonej w 1533

oraz przykład miejscowej sztuki ludowej – budynek fabryki zegarów z kukułką. W swojej architekturze przypomina dawny zegar z kukułką. Na bocznej elewacji o wysokości 14,5 m (wraz z wieżyczką) znajduje się duża tarcza zegarowa, powyżej okno w którym co kwadrans pojawia się kukułka.
Przy zabytkowych budynkach stacji kolejowej z XIX wieku znajdują się zabytkowe modele parowozów, oraz wagonów kolei wąskotorowej.

## Współpraca
- Bachant, Francja
- Walsrode, Dolna Saksonia

## Galeria

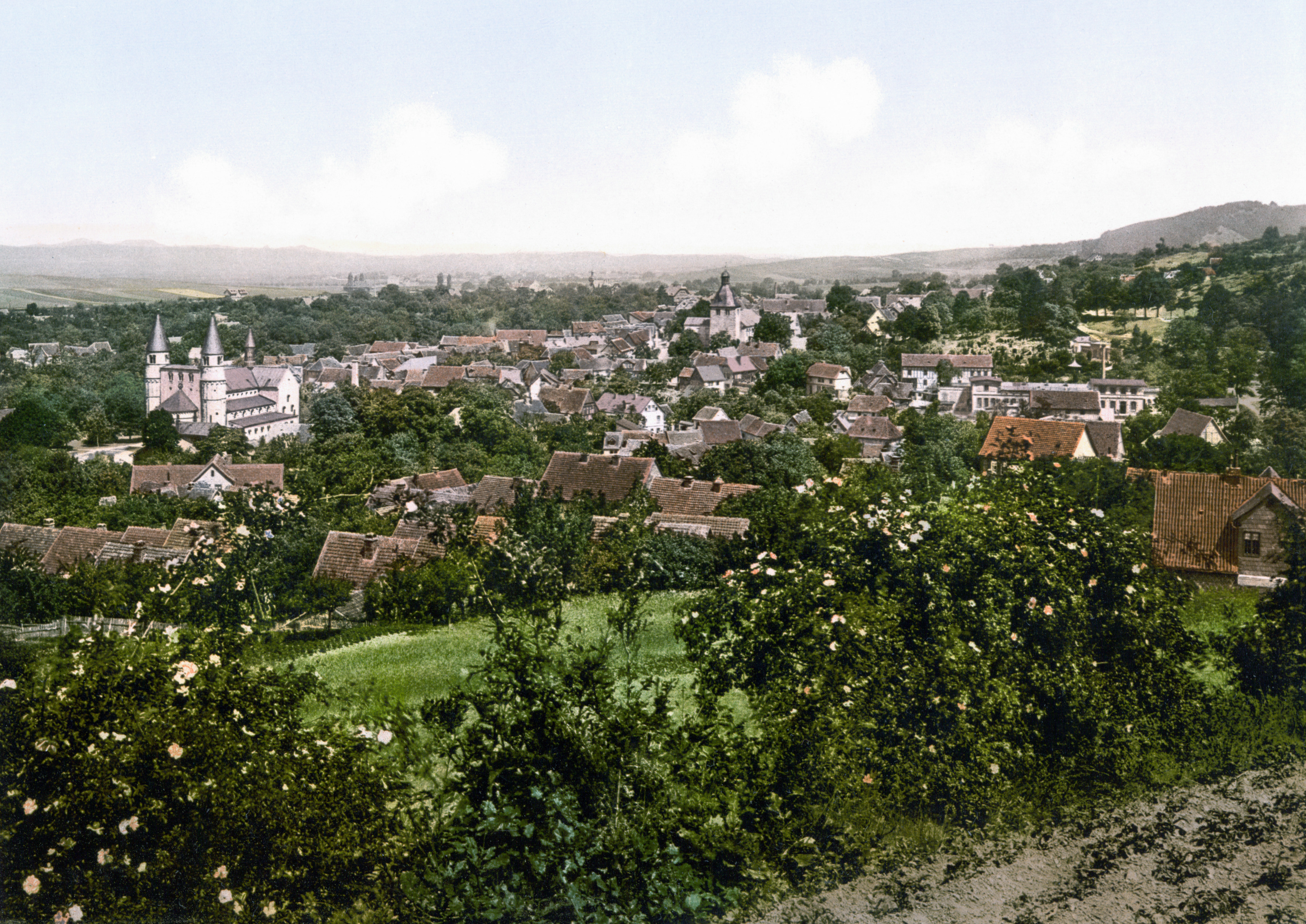
Gernrode w 1900 r.
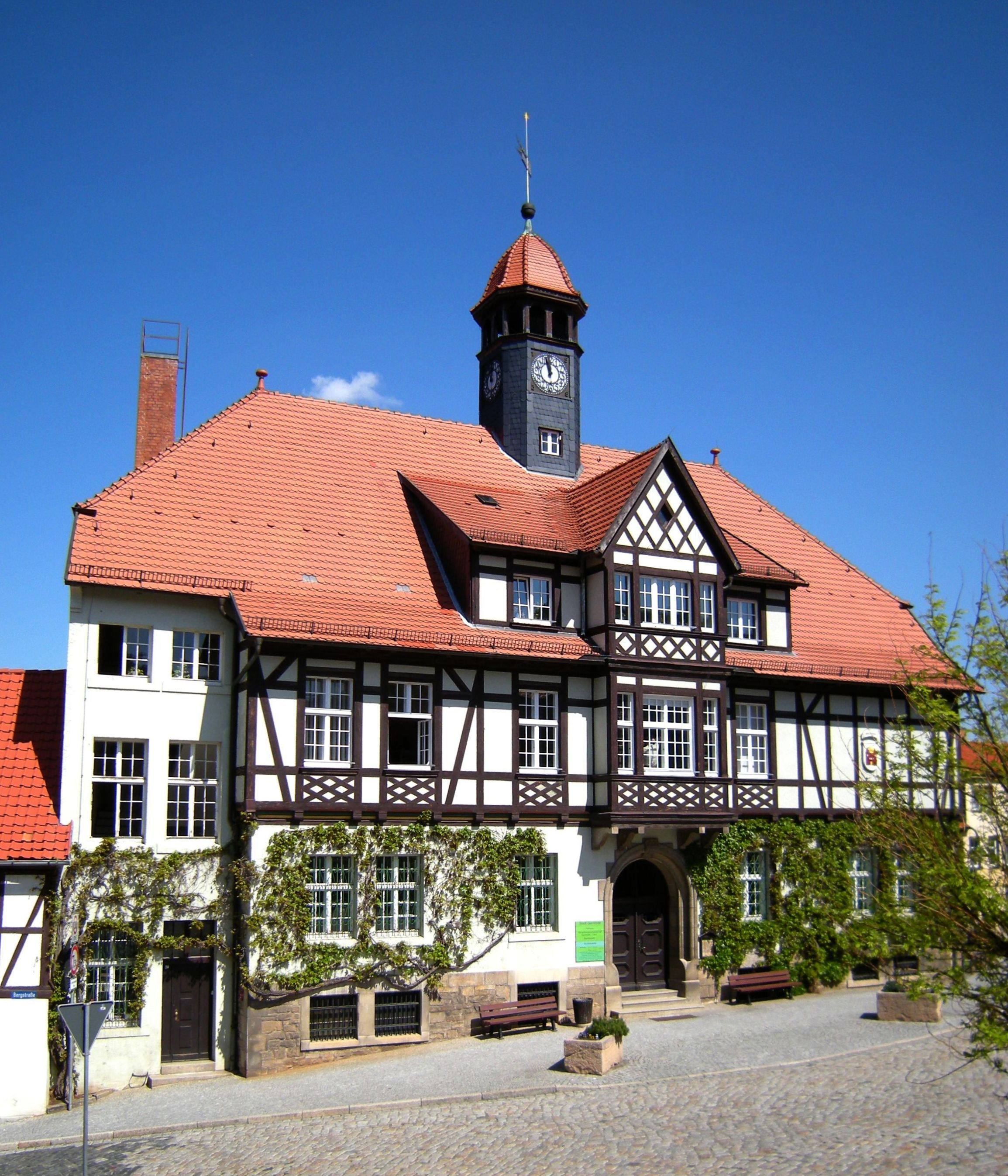
Ratusz
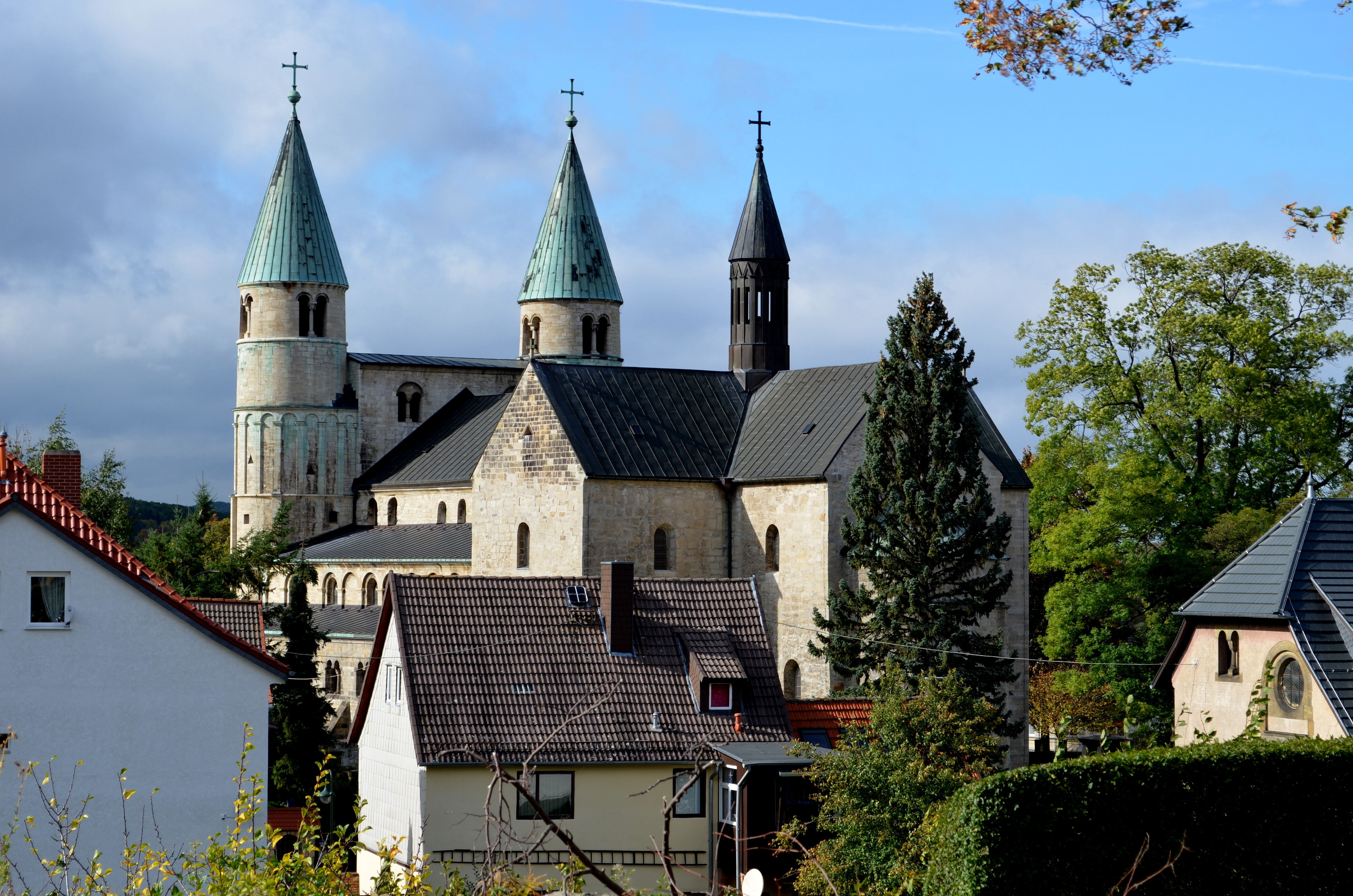
Kościół Świętego Cyriaka (St. Cyriakus)
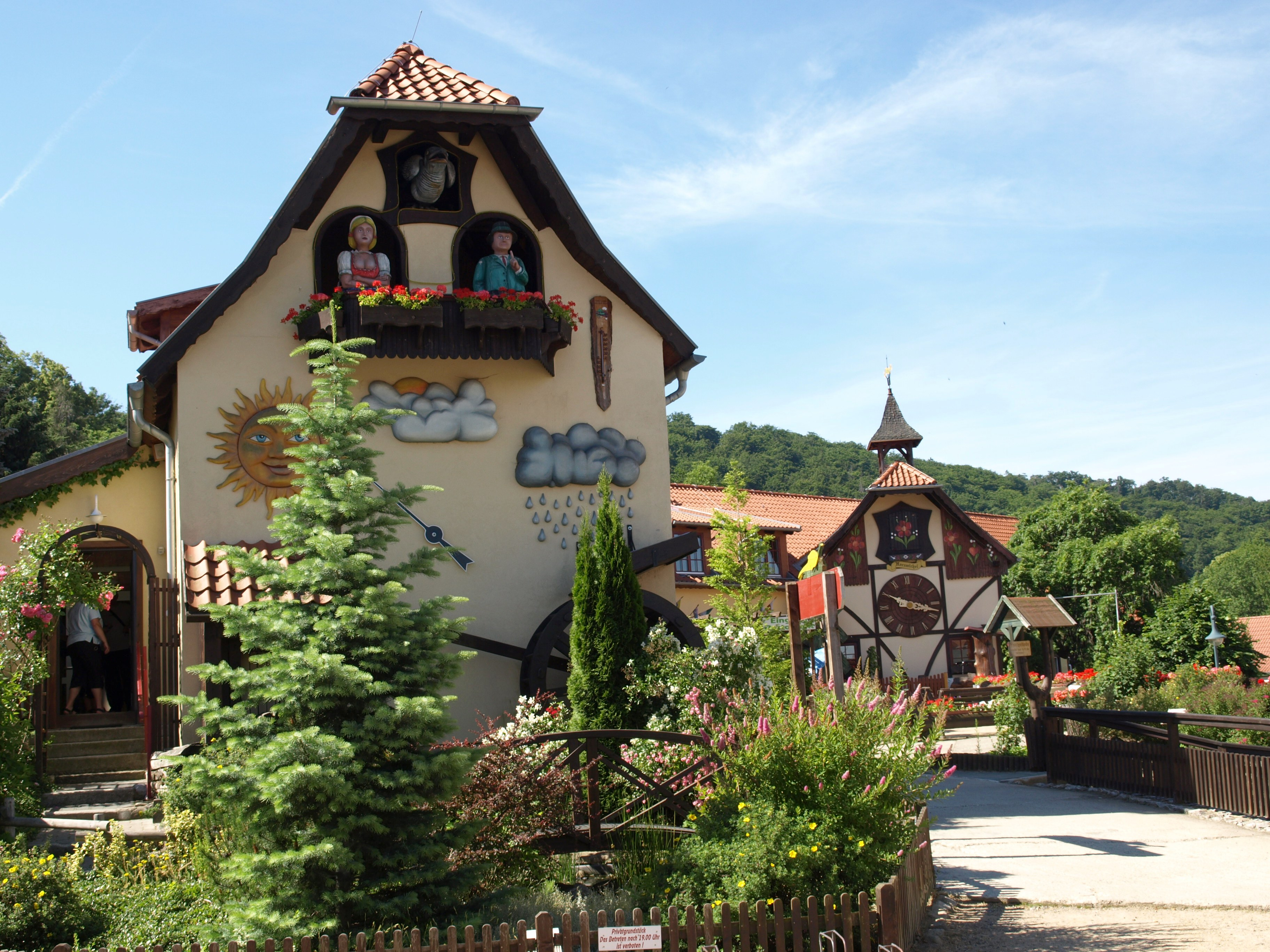
Dawna fabryka zegarów